# Krusbärssjöpung
Krusbärssjöpung (Dendrodoa grossularia) är en sjöpungsart som först beskrevs av Van Beneden 1846.  Krusbärssjöpung ingår i släktet Dendrodoa och familjen Styelidae. Arten är reproducerande i Sverige. Inga underarter finns listade i Catalogue of Life.